# Ficsor Mihály (kapitány)
Fichor Mihály (16. század) várkapitány, végvári vitéz.

## Élete
Lehet, hogy 1542-ben még Majláth István familiárisa volt a fogarasi uradalomban.
1553-ban Lévai Cseh János fiatalon elhunyt, így hatalmas vagyona a lévai uradalommal együtt a koronára szállt. 1554-ben lévai vitézként a váci törökök többedmagával kihívták párbajra.
1556. július 1-én már csábrági kapitányként (Fythwr) adott elismervényt Bécsben a királyi kamarától felvett 400 forint zsoldról. Július 15-én a királyi kamara adott utalványt további 100 forintra posztóra (Fythor). Július 18-án Pozsonyban állított ki elismervényt a csábrági és lévai őrség számára átvett pénzről és felszerelésről (Fythor Praefectus). November 4-én Thurzó Ferenc kamaraelnök további 300 magyar forintot utalványozott neki. 1556-tól, amikor megkapta utasítását, 1558-ig csábrági kapitány, akinek valószínűleg tartoztak az elmaradt bérével, de hamarosan elhagyta e tisztét, valószínűleg az 1558-as királyi biztosok által tett vizsgálat eredménye miatt, ami szerint hanyagnak találták. Utódjának a tisztségben, Koháry Imrének egy ezüst poharat ajándékozhatott. 1564-ben a szenyéri vár kapitánya volt, amikor Nádasdy Tamás (1498-1562) öccse Nádasdy Kristóf a várkastélyát átadta az uralkodónak.
Szigetvár 1566-os eleste után Kanizsa főkapitánysági székhely lett, amit 1568-ban Nádasdy Tamás nádor özvegye Kanizsai Orsolya elcserélt az uralkodóval. 1574-ben Ficsor Mihály a kanizsai vár hadnagya volt, de a török portyázó csapatával kelepcébe csalta és fogságba esett. A túlélők azt hitték elesett. Sok zsolddal tartoztak neki és társainak. Mohácsy László és Kácz Iván kanizsai tisztekkel együtt esett fogságba és Szigetvárott őrizték őket. Sarcát 6000 forintban állapították meg.